# Zaynab bint Muhammad
Zaynab bint Muhammad (in arabo زينب بنت محمد‎?; 595 – Medina, 629) era la primogenita delle figlie del profeta Maometto e della sua prima moglie Khadija.
Prima dell'ascesa dell'Islam e della sua azione profetica, Maometto diede in moglie Zaynab ad Abu l-'As Laqit b. al-Rabi', ricco e stimato membro dei Quraysh, appartenente al clan degli ʿAbd Shams, oltre che amatissimo nipote materno della moglie Khadīja.
Zaynab gli diede due figli: ʿAlī e Umāma. Aliʿmorì durante l'infanzia mentre Umāma sopravvisse e sposò ʿAlī b. Abī Ṭālib dopo la morte di Fāṭima.
In occasione dell'Egira, Zaynab non seguì il padre a Medina ma rimase nella città di Ṭāʾif, vicino a La Mecca.
Suo marito, ancora non convertitosi, partecipò alla battaglia di Badr dalla parte dei pagani e fu fatto prigioniero da ʿAbd Allāh b. Jubayr b. al-Nuʿmān al-Anṣārī.

Per riscattarlo, Zaynab inviò una collana che le era stata donata dalla madre Khadīja in occasione del suo matrimonio e, commosso da quel nostalgico ricordo, il Profeta accettò di liberarlo, ma a condizione che la figlia lo raggiungesse subito a Medina.
Durante il viaggio, la carovana con cui viaggiava Zaynab fu colta di sorpresa da al-Habbār b. al-Aswad e da altri uomini; uno dei quali le dette uno spintone che la fece cadere e abortire, procurandole anche una forte emorragia.
Al-Habbār sfuggì alla punizione che ne sarebbe conseguita solo grazie a una sua tempestiva conversione all'Islam.

Per vari anni la coppia rimase quindi separata.
Nel 627, equivalente al 6 dell'Egira, durante la spedizione di al-ʿIs, Abū l-ʿĀṣ fu fatto nuovamente prigioniero e fu ancora una volta liberato grazie all'intercessione di Zaynab che, uscita dallo spazio riservato alle donne nella moschea di Medina, annunciò di aver concesso la sua protezione) al marito, chiedendo che tutti rispettassero quell'atto che, dall'antichità, garantiva la vita al protetto.
L'anno seguente Abū l-ʿĀṣ si convertì e si riunì a Zaynab attraverso un secondo matrimonio e, secondo alcune tradizioni, dovette pagare una seconda volta la dote alla moglie, non essendo considerato valido alcun matrimonio contratto da una donna musulmana con un non musulmano.
Zaynab morì a Medina a metà del 629, ossia all'inizio dell'anno 8 dell'Egira.